# خوسيه لويس براون
خوسيه لويس براون (بالإسبانية: José Luis Brown) (10 نوفمبر 1956 - 12 أغسطس 2019): لاعب كرة القدم أرجنتيني سابق كان يلعب في مركز قلب الدفاع، وهو الآن مدرب كرة قدم.
وقد قضى معظم السنوات الأربعة عشر من حياته المهنية مع إستوديانتيس دي لا بلاتا، الذي ظهر معه في أكثر 300 مباراة رسمية وفاز بلقبين. كما لعب محترفا في كولومبيا وفرنسا وإسبانيا.
لقب بتاتا، لعب مع منتخب الأرجنتين لكرة القدم في نهائيات كأس العالم 1986 وثلاث بطولات كوبا أمريكا. في عام 1995 بدأ العمل كمدرب.

## وصلات خارجية
- خوسيه لويس براون على موقع الاتحاد الدولي (مؤرشف)  (الإنجليزية)
- خوسيه لويس براون على موقع قاعدة بيانات كرة القدم.إي يو (الإنجليزية)
- خوسيه لويس براون على موقع ليكيب (الفرنسية)
- خوسيه لويس براون على موقع ناشيونال فوتبول تيمز (الإنجليزية)
- خوسيه لويس براون على موقع Soccerway.com (الإنجليزية)